# لينا قسطال
لينا قسطال مواليد 11 مارس 1997 في الرباط، هي لاعبة كرة مضرب مغربية تلعب باليد اليمنى. أعلى تصنيف لها في الفردي كان 1165. أعلى تصنيف لها في الزوجي كان 802.

## النهائيات

### الزوجي: 1 (1–0)
| الحصيلة | الرقم | التاريخ        | الدورة       | الأرضية | الشريك                 | المنافس                             | النتيجة  |
| ------- | ----- | -------------- | ------------ | ------- | ---------------------- | ----------------------------------- | -------- |
| الفوز   | 1.    | 17 نوفمبر 2013 | وجدة، المغرب | ترابية  | زاراه رازافيماهاتراترا | الكسندرا نانكارو أولجا بارز أزكيتيا | 6–3, 7–5 |

## روابط خارجية
- لينا قسطال على موقع رابطة محترفات التنس (الإنجليزية)
- لينا قسطال على موقع الاتحاد الدولي لكرة المضرب (الإنجليزية)
- لينا قسطال على موقع كأس بيلي جين كينغ (الإنجليزية)
- لينا قسطال على موقع خلاصة التنس.كوم (الإنجليزية)
- لينا قسطال على موقع إي إس بي إن.كوم (الإنجليزية)